# ネレオ・ロッコ
ネレオ・ロッコ（Nereo Rocco, 1912年12月20日 - 1979年2月20日）は、イタリアのトリエステ出身のサッカー選手。サッカー指導者。監督としてUEFAチャンピオンズカップ、UEFAカップウィナーズカップで2度優勝している。イタリアで初めてカテナチオを戦術として取り入れた監督としても知られる。

## 経歴
1947年にUSトリエスティーナで監督デビュー。その後いくつかのチームを率いた後、1961年からACミランの監督となり、1962-63シーズンにリーグ優勝とイタリア初のUEFAチャンピオンズカップ優勝を果たした。1963年から1967年までACトリノの監督を務めた後、1967年から再びACミランの監督となった。1973年に退団するまでに、2度のUEFAカップウィナーズカップ優勝を果たし、1968-69シーズンには2度目のUEFAチャンピオンズカップ優勝を果たした。

## 指導歴
- USトリエスティーナ 1947-1950
- トレヴィーゾFC 1950-1953
- USトリエスティーナ 1953-1954
- カルチョ・パドヴァ 1954-1961
- ACミラン 1961-1963
- ACトリノ 1963-1967
- ACミラン 1967-1973
- フィオレンティーナ 1974-1975
- ACミラン 1977

## 獲得タイトル
ACミラン
- セリエA (2) : 1961-62, 1967-68
- コッパ・イタリア (3) : 1971-72, 1972-73, 1976-1977
- UEFAチャンピオンズリーグ (2) : 1962-63, 1968-69
- UEFAカップウィナーズカップ (2) : 1967-68, 1972-73
- インターコンチネンタルカップ (1) : 1969